# Club Sport Áncash
Il Club Sport Áncash è una società calcistica peruviana con sede nella città di Huaraz. Milita nella Segunda División, seconda serie del campionato peruviano di calcio.

## Storia
Fondato nel 1967, ha partecipato alla Coppa Sudamericana 2008, nella quale, dopo aver superato il primo turno, è stato eliminato agli ottavi di finale dai brasiliani del Palmeiras.

## Palmarès

### Competizioni regionali
- Lega dipartimentale di Áncash: 9

1981, 1987, 1992, 1998, 1999, 2000, 2004, 2015, 2018

### Altri piazzamenti
- Campionato peruviano:

Terzo posto: 2007
- Copa Inca:

Finalista: 2011
- Segunda División:

Secondo posto: 2010, 2016

## Organico

### Rosa 2008
| N. |                     | Ruolo | Calciatore                          |
| -- | ------------------- | ----- | ----------------------------------- |
| 1  | Perù (bandiera)     | P     | Johnny Vegas                        |
| 2  | Perù (bandiera)     | D     | Giancarlo Gómez                     |
| 3  | Perù (bandiera)     | D     | Víctor Cartagena                    |
| 4  | Perù (bandiera)     | D     | Raúl Vera                           |
| 5  | Perù (bandiera)     | C     | Einer Vásquez                       |
| 6  | Colombia (bandiera) | D     | Francisco Javier Martínez Fernández |
| 7  | Uruguay (bandiera)  | C     | Oscar Dastés                        |
| 8  | Perù (bandiera)     | C     | Fernando Masías                     |
| 9  | Italia (bandiera)   | A     | Vincenzo Gianneo                    |
| 10 | Perù (bandiera)     | C     | Carlos Flores                       |
| 11 | Brasile (bandiera)  | A     | Valtencir Ribeiro                   |
| 12 | Perù (bandiera)     | P     | César Carrero                       |
| 13 | Perù (bandiera)     | C     | Sergio Ubillús                      |
| 14 | Perù (bandiera)     | C     | Rafael Villanueva                   |
| 15 | Perù (bandiera)     | D     | Alessandro Morán                    |
| 16 | Perù (bandiera)     | D     | Christian García                    |
| 17 | Perù (bandiera)     | A     | Orlando Allende                     |
| 18 | Perù (bandiera)     | C     | Paul Rodríguez                      |

| N. |                    | Ruolo | Calciatore              |
| -- | ------------------ | ----- | ----------------------- |
| 19 | Perù (bandiera)    | C     | Enzo Castillo           |
| 20 | Perù (bandiera)    | C     | Luis Collantes          |
| 21 | Perù (bandiera)    | C     | Carlos Sotelo           |
| 22 | Perù (bandiera)    | P     | Hans Castilla           |
| 23 | Perù (bandiera)    | C     | Arturo Bustinza         |
| 24 | Perù (bandiera)    | C     | Víctor Peña             |
| 25 | Perù (bandiera)    | C     | Ysmael Regalado         |
| 26 | Brasile (bandiera) | A     | Ronaille Calheira       |
| 27 | Perù (bandiera)    | A     | Johnny Olórtegui        |
| 28 | Perù (bandiera)    | C     | Juan Mohring            |
| 29 | Perù (bandiera)    | C     | Marco Ruiz              |
| 30 | Perù (bandiera)    | C     | Giovanni Villareal      |
| 31 | Perù (bandiera)    | A     | Javier Espejo           |
| 32 | Perù (bandiera)    | A     | Junior Herrera          |
| 33 | Perù (bandiera)    | C     | Guillermo García Rossel |
| 34 | Perù (bandiera)    | C     | Jesús Porras            |
| 35 | Perù (bandiera)    | C     | José Yancen             |
| 36 | Perù (bandiera)    | C     | José Luis Luque         |